# Gefängnisindustrie
Der Begriff Gefängnisindustrie bezeichnet den Betrieb von Gefängnissen durch private Unternehmen gegen Entgelt oder in öffentlich-privaten Partnerschaften.
Die ersten Zuchthäuser in den Niederlanden und Deutschland wurden von Privatunternehmern betrieben. Später galten Gefängnisse als unproduktiv. Seit den 1980er-Jahren hat sich erneut eine profitorientierte Gefängnisindustrie etabliert. Ausgehend von den USA haben Unternehmen wie die CoreCivic (CCA) und die Geo Group (WCC) zunehmend auch einen internationalen Markt etabliert. Nicht auf Gefängnisse spezialisierte Unternehmen wie Serco (UK) und Sodexo (Frankreich) haben inzwischen begonnen, sich an diesem Geschäft zu beteiligen. Bisher werden außer in den USA vor allem in Großbritannien, Ontario/Kanada, Australien, Chile und Südafrika profitorientierte Gefängnisbetriebe betrieben. In Deutschland stehen die rechtlichen Bestimmungen einer Privatisierung von Gefängnissen entgegen. Ein erster Versuch einer „Teilprivatisierung“ ist mit der JVA Hünfeld (Hessen) gemacht worden. Auch das Gefängnis in Burg (Sachsen-Anhalt), ist teilprivatisiert.
Um 2020 war Australien mit 18 Prozent aller Inhaftierten das Land mit der höchsten Quote privater Gefängnisunterkünfte. Zwischen 1987 und 2001 wuchs die Zahl in Privatgefängnissen untergebrachter Gefangener in den USA auf 150.000 an und wuchs von 2000 bis 2013 um 56 Prozent.